# Boiga multomaculata
Boiga multomaculata este o specie de șerpi din genul Boiga, familia Colubridae, descrisă de Heinrich Boie în anul 1827. Conform Catalogue of Life specia Boiga multomaculata nu are subspecii cunoscute.

## Galerie

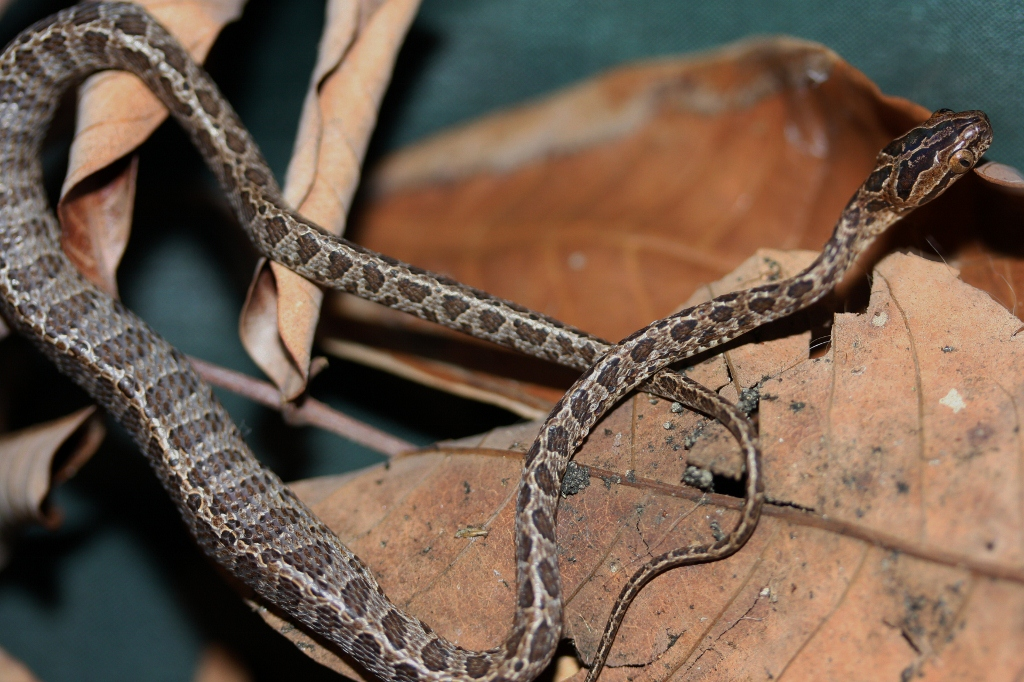
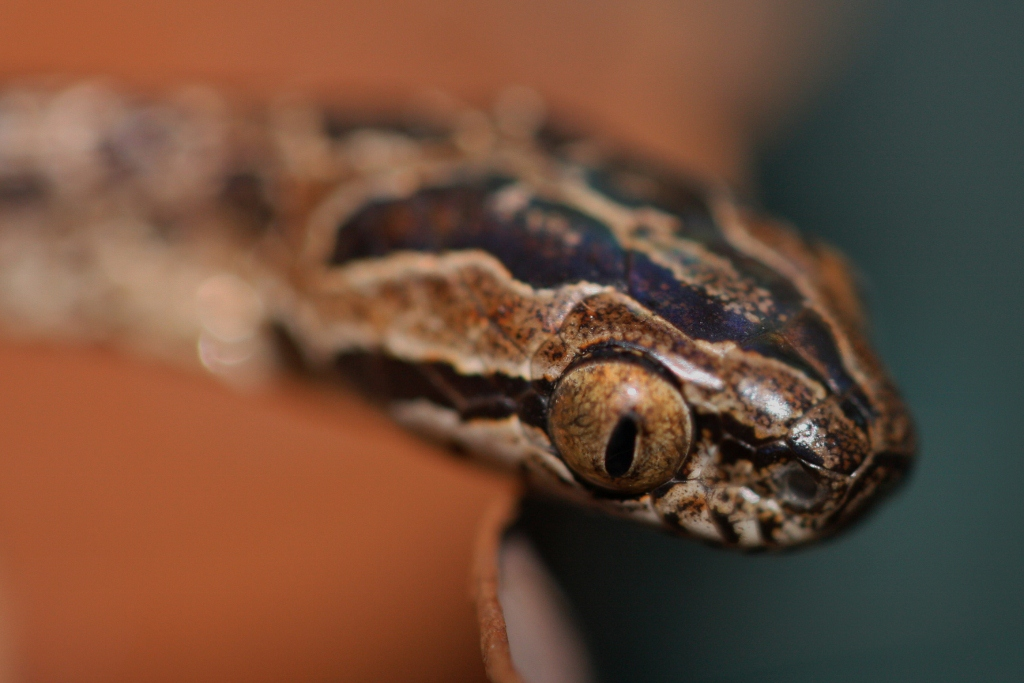
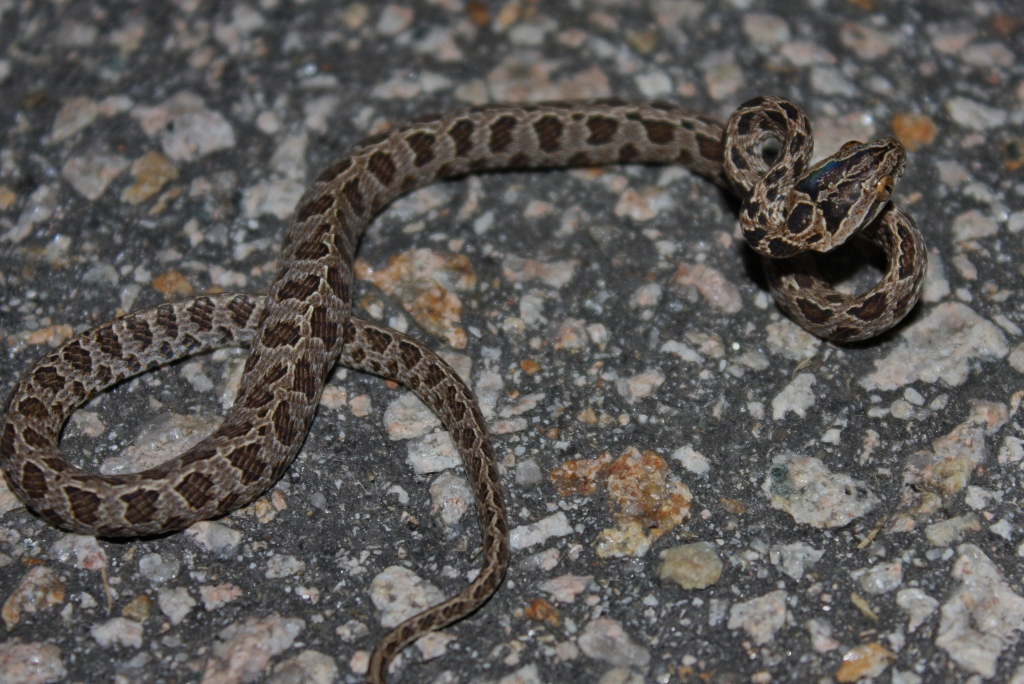